# Калеж
Кале́ж (адыг. Къалэжъ) — аул в Лазаревском районе муниципального образования город-курорт Сочи Краснодарского края. Административный центр Лыготхского сельского округа.

## География

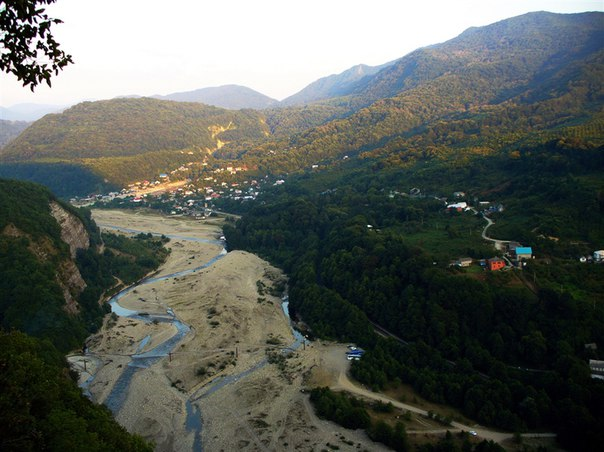
Вид на аул и реку Аше во время летней межени

Аул расположен в северной части Большого Сочи, на левом берегу реки Аше. Находится в 24 км к северу от посёлка Лазаревское, в 91 км к северо-западу от Центрального Сочи и в 230 км к югу от города Краснодар (по дороге).
Граничит с землями населённых пунктов: Лыготх на юге и Хаджико на западе. Недалеко от аула расположены крупные урочища — Чхакияп, Циргай и Пхазедаки.
Калеж расположен в отрогах хребта Аже. Рельеф местности в основном гористый. Населённый пункт со всех сторон окружён хребтами с густым смешанным лесом. Средние высоты на территории аула составляют 275 метров над уровнем моря. Наивысшей точкой в окрестностях аула является гора — Хунагет (532 м). В окрестностях аула также значимы скалы — Жгеиб (Скала Стариков), Алибеева и Чигепт. Имеются несколько карстовых пещер. В ауле развиты серо-лесные почвы с горным чернозёмом.
Гидрографическая сеть представлена в основном рекой Аше. Чуть выше аула в Аше впадает его главный правый приток — Большой Наужи. В центре аула в Аше впадает левый приток — Анакопсы. У западной окраины аула в неё впадает левый приток — Тяхтанепа. В верховьях долины реки Аше расположены водопады «Пседах» и «Шапсуг», а также множество порожистых участков.
Климат на территории аула влажный субтропический. Среднегодовая температура воздуха составляет около +13,2°С, со средними температурами июля около +23,7°С, и средними температурами января около +5,7°С. Среднегодовое количество осадков составляет около 1350 мм. Основная часть осадков выпадает в зимний период.

## Этимология
«Калеж» в переводе с адыгейского языка означает «старый город», где къалэ — «город» и жъы — «старый». Топоним названия возможно связано с существовавшим в прошлом на правом, более возвышенном берегу реки Аше, крепостным сооружением средневекового времени, носившее у адыгов название — Калежтам (адыг. Къалэжътам — «возвышенность старой крепости»). Остатки этой крепости сохранились до сих пор.

## История

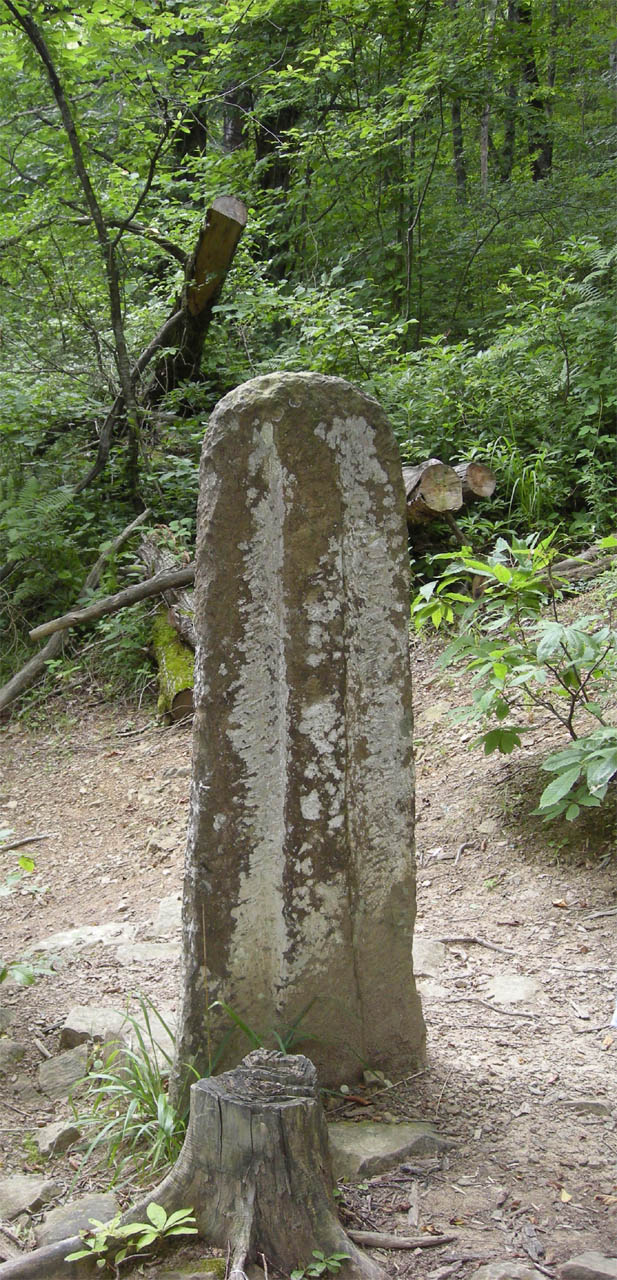
Менгир из долины реки Аше, находящийся выше аула Калеж

Вся долина реки Аше была заселена с древнейших времён. Об этом свидетельствуют как письменные источники, так и сохранившиеся до нашего времени следы хозяйственной деятельности коренного населения края, такие как остатки фундаментов жилых построек, оград, террасных полей, одичавшие плодовые сады, а также курганные могилы разного времени, дольмены и менгиры.
Именно здесь, «от берега верст на одиннадцать», как утверждается в одном из русских военных документов середины XIX века, «гнездилась основная масса» населения долины Аше. Множество аулов было отмечено также выше слияния двух основных притоков реки Аше — Наужи и Бекишей.
После завершения Кавказской войны в 1864 году, практически всё уцелевшее местное население было выселено в Османскую империю. Остатки адыгов, продолжавших скрываться в труднодоступной горно-лесистой местности, преследовались и также выселяли либо в низовья Кубани, либо в Османскую империю.
В 1865 году в Наужинской долине состоялось одно из наиболее ожесточённых столкновений русских войск, прочёсывающих верховья реки Аше и его притоков, и горцев, продолжавших скрываться в горах. Пленных черкесов насильственно отправляли в Османскую империю или причисляли к станицам Шапсугского казачьего пешего берегового батальона, основанного на пространстве берега моря от Геленджика до Туапсе в 1864 году. В 1866—1874 годах схожие задачи выполняли войска Кавказских линейных батальонов, дислоцированные в средней и верхней части бассейнов главных рек побережья.
Нынешний населённый пункт был основан Высочайшим повелением от 4 декабря 1869 года как селение Александровское Вельяминовского округа (Собр. пост. № 47745), на месте дислокации одной из рот батальона.
В 1874 году русские батальоны перестали преследовать скрывавшихся в горах черкесов. Черкесам позволили осесть в горной зоне Причерноморского побережья. В селении Александровское начали селиться остатки вольных горцев, а также шапсуги, вернувшиеся из аула Асретхабль (ныне станица Даховская).
К 1920 году, с установлением советской власти, село Александровское было переименовано в Красноалександровское Туапсинского округа.
Село Красноалександровское числилось по ревизии от 26 апреля 1923 года в составе Лазаревской волости Туапсинского района Черноморского округа Кубано-Черноморской области.
В сентябре 1924 года село Красноалександровское передано в состав Шапсугского национального района Северо-Кавказского края.
В 1925 году село Красноалександровское разделён на три части — 1-е Красноалександровское (ныне Хаджико) 2-е Красноалександровское (ныне Калеж) и 3-е Краснолександровское (ныне Лыготх).
В 1945 году с упразднением Шапсугского района, село 2-е Красноалександровское было включено в состав Лазаревского района.
В 1962 году, с включением Лазаревского района в состав города Сочи, село 2-е Красноалександровское был передан в состав Туапсинского района.
12 января 1965 года село 2-е Красноалександровское передано из Туапсинского района в состав Лазаревского внутригородского района города Сочи. Тогда же село было избрано административным центром Красноалександровского сельского округа (ныне Лыготхский сельский округ) города Сочи.
В 1985 году в состав 2-го Красноалександровского аула был включён 3-й Красноалександровский аул. В 1992 году 3-му Красноалександровскому аулу возвращён статус отдельного населённого пункта.
Указом Президиума Верховного Совета Российской Федерации от 1 марта 1993 года село 2-е Красноалександровское переименовано в аул Калеж.

## Население
| 2002 | 2010 |
| ---- | ---- |
| 400  | ↘393 |

Национальный состав
По данным Всероссийской переписи населения 2010 года:
| Народ   | Численность, чел. | Доля от всего населения, % |
| ------- | ----------------- | -------------------------- |
| адыги   | 362               | 92,1 %                     |
| русские | 26                | 6,6 %                      |
| другие  | 5                 | 1,3 %                      |
| всего   | 393               | 100 %                      |

По данным Всероссийской переписи населения 2021 года:
| Народ             | Численность, чел. | Доля от всего населения, % |
| ----------------- | ----------------- | -------------------------- |
| Адыги (Черкесы)   | 339               | 89,68 %                    |
| русские           | 35                | 9,26 %                     |
| другие/не указано | 4                 | 1,06 %                     |
| всего             | 378               | 100,0 %                    |

## Ислам

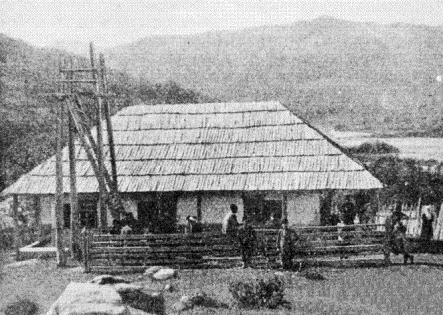
Мечеть аула в 1916 году

До установления советской власти в ауле имелась одна мечеть. Мечеть была деревянной. Из-за того, что у неё не было минарета, азан читали из расположенной рядом с мечетью вышки.
В начале 1930-х годов, с началом атеистической политики в СССР, мечеть была закрыта, а затем переделана в клуб. Ныне здание не сохранилось.

## Инфраструктура
В ауле функционирует Дом Культуры. Ближайшие школа, детсад и больница расположены в ауле Хаджико.

## Достопримечательности
- Дольменные группы «Аше» — как и все дольмены Западного Кавказа малоизучены, практически не охраняются и страдают от вандалов.
- Пещера ведьм — в настоящее время пещера затоплена подземными водами. Согласно некоторым свидетельствам, второй выход из пещеры находился в районе аула Большое Псеушхо, в 12 км от первого входа.
- Скала стариков — согласно нартским преданиям адыгов, с неё когда-то сбрасывали в пропасть немощных пожилых жителей.
- Урочища «Пхазедаки», «Чхакияп» и «Циргай».
- Водопады «Псыдах» и «Шапсуг».

## Экономика
Как и в других населённых пунктах горной зоны города Сочи, главную роль в экономике села играет садоводство, пчеловодство и виноградорство. В горах сохранились заброшенные и заросшие со времён Кавказской войны — Старые Черкесские Сады.
В сфере туризма развиты туристические походы в окрестные горы, водопады, урочища и ущелья. Часто посещаются туристами и древние дольмены и менгиры, расположенные в различных районах аула.

## Улицы
- Адыгэхабль
- Лыготх
- Насып
- Теучеж
- Убых